# Vlad Bujor
Vlad Alin Bujor, gyakrabban Vlad Bujor (Szatmárnémeti, 1989. február 3. –) román labdarúgó, a román élvonalbeli FCM Târgu Mureș játékosa.
Posztja elsősorban támadó középpályás, de tud csatárt is játszani. A 183 cm magas játékos az FC Olimpia Satu Mare csapatában kezdte meg a labdarúgást 1999-ben. 2005 nyarán a szatmárnémeti csapattól igazolt a CFR Cluj U19-es csapatába. A kolozsvári csapat felnőtt csapatához a 2008/2009-es szezonban került fel. Az első csapatban nem tudott bekerülni a csapatba, emiatt a Cluj a következő szezonban kölcsönadta a szintén román Politehnica Iașinak. A kölcsönszerződés lejárta után a török Mersin Idmanyurdu ingyen szerezte meg a kétszeres román U21-es válogatott labdarúgót. 2011 tavaszán 6 másodosztályú török bajnoki mérkőzéssel és egy góllal a háta mögött távozott Törökországból és visszatért Romániába, az Universitatea Craiova együtteséhez. A „craiovai tudomány” csapatának fél évig volt tagja.
2011 nyarán 4 évre szóló szerződést kötött vele a ZTE FC vezetősége. A játékossal 2012 januárjában szerződést bontottak. 2012 februárjában írt alá a marosvásárhelyi labdarúgócsapathoz.

## Külső hivatkozások
- Hlsz.hu profil
- A kvsc1907.ro összeállítása Bujorról (románul)
- Romaniansoccer.ro profil (angolul)
- Transfermarkt profil (angolul)